# Sigglesthorne
Sigglesthorne is een civil parish in het bestuurlijke gebied East Riding of Yorkshire, in het Engelse graafschap East Riding of Yorkshire. Sigglesthorne heeft 404 inwoners.